# Sistrans
Sistrans je obec v Rakousku ve spolkové zemi Tyrolsko v okrese Innsbruck-venkov. Žije zde přibližně 2 200 obyvatel. Obec náleží pod soudní okres Innsbruck.

## Poloha
Sistrans leží jihovýchodně od Innsbrucku na nízké horské terase a východně od města Lans. Ve svém středu má stále venkovský charakter. Obec leží v nadmořské výšce 900 m n. m. asi 300 m nad údolím řeky Inn. Na jihu obce se zvedá zalesněná část až do výšky 2300 metrů. 
Obec má rozlohu 7,92 km², z toho 30 % tvoří zemědělská půda, 6,3 % jsou zahrady, 4,4 % zaujímají vysokohorské louky a 56 % pokrývá les.

## Sousední obce
|      |          | Aldrans |
| Lans |          |         |
|      | Ellbögen |         |

## Historie
Území obce je starou sídelní oblastí. Nejstarším doloženým osídlením je nález urnových hrobů s hrobovým příslušenstvím z 12. století př. n. l. V 6. století n. l. sem vtrhli Bavoři a z této doby pocházejí řadové hroby.
První písemná zmínka o lokalitě je z roku 1065, kde už je uváděna jako Sistrans. Název je starobylý a je odvozen od předřímského *sisran, to znamená „oblast s mnoha potoky“.
V darovací listině vévody Otty z Andechsu klášteru Benediktbeuern z roku 1228 se Sistrans již označuje jako ves. 
V roce 1614 zde bylo napočítáno 25 domácností se 188 obyvateli.
O stavbě kostela nejsou žádné záznamy, ale na počátku 18. století byly pořízeny nové oltáře, renovována věž a kostel byl barokizován. V roce 1891 se Sistrans stal samostatnou farností.

## Znak
Blason: Ve stříbrném štítě červený poloviční drak.
Pečeť na listině Konráda ze Sistrans z roku 1270 slouží jako předloha pro současný znak Sistrans, který byl obci udělen v roce 1976.